# Amelie (groupe)
Pour les articles homonymes, voir Amelie.
Amelie est un groupe de pop rock espagnol, originaire de Barcelone. 

## Biographie
Durant les premiers mois, et après la sortie de sa première chanson, Somiant despert, sur les réseaux sociaux, Amelie remporté un concours organisé par le promoteur Under Eighteen et gagne le droit de jouer sur scène aux côtés du groupe américain All Time Low. Un an et demi après avoir débuté, et après avoir signé un contrat avec le label Música Global, Amelie publie son premier album, Somiant desperts, en 2011. Cet album leur permet de remporter plusieurs récompenses musicales grâce au vote populaire, comme le prix Enderrock du meilleur groupe de révélation et du meilleur site web,, et le prix du premier album en catalan de l'année par Ràdio 4.
En juillet et août 2012, ils reviennent en studio d'enregistrement aux côtés des producteurs frères Xasqui et Toni Ten, donnant le pas le 29 octobre à leur nouvel album intitulé És el moment.
En février 2014, ils se rendent à Los Angeles, Las Vegas et San Diego, pour préparer leur dernier album, publié dans toute l'Espagne aux mains de Warner Music Spain avec des perspectives internationales. Il est leur premier et dernier album en anglais. Le premier single, I Don't Wanna Take it Slow, se classe en première position des singles les plus vendus en Espagne. En 2015 sort Take the World, dont le morceau-titre se classe 9e des charts espagnols.

## Discographie
- 2011 : Somiant desperts
- 2012 : És el moment
- 2015 : Take the World (réédité en 2016)